# إيتوميلينغ كهون
أتوميلينغ اسحق كهون (Itumeleng Khune)، من مواليد 20 يوليو 1987 في فينتيرزدروب في جنوب أفريقيا، لاعب كرة قدم جنوب أفريقي.
بدأ مسيرته الكروية مع نادي كايزر تشيفس في عام 2004، وهو يلعب معهم حتى الآن.
منذ عام 2007 وهو يلعب مع منتخب جنوب أفريقيا لكرة القدم.

## روابط خارجية
- إيتوميلينغ كهون على موقع الاتحاد الدولي (مؤرشف)  (الإنجليزية)
- إيتوميلينغ كهون على موقع قاعدة بيانات كرة القدم.إي يو (الإنجليزية)
- إيتوميلينغ كهون على موقع ناشيونال فوتبول تيمز (الإنجليزية)
- إيتوميلينغ كهون على موقع Soccerway.com (الإنجليزية)
- إيتوميلينغ كهون على موقع عالم كرة القدم.نت (الإنجليزية)
- إيتوميلينغ كهون على موقع كووورة
- إيتوميلينغ كهون على موقع أوليمبيديا (الإنجليزية)